# Finnsjön (Anundsjö socken, Ångermanland, 706162-160364)
Finnsjön är en sjö i Örnsköldsviks kommun i Ångermanland och ingår i Moälvens huvudavrinningsområde. Sjön har en area på 0,0693 kvadratkilometer och ligger 236,3 meter över havet. Finnsjön ligger i Moälven Natura 2000-område.

## Delavrinningsområde
Finnsjön ingår i det delavrinningsområde (706191-160436) som SMHI kallar för Mynnar i Moälven. Medelhöjden är 249 meter över havet och ytan är 3,52 kvadratkilometer. Räknas de 3 avrinningsområdena uppströms in blir den ackumulerade arean 38,72 kvadratkilometer. Holmsjöbäcken som avvattnar avrinningsområdet har biflödesordning 2, vilket innebär att vattnet flödar genom totalt 2 vattendrag innan det når havet efter 85 kilometer. Avrinningsområdet består mestadels av skog (80 procent). Avrinningsområdet har 0,07 kvadratkilometer vattenytor vilket ger det en sjöprocent på 2,1 procent.